# Ženska Košarkaški Klub Vojvodina Nis-Gas Novi Sad
Le Ženska Košarkaški Klub Vojvodina Nis-Gas Novi Sad (ou ŽKK Vojvodina) est un club féminin serbe de basket-ball situé dans la ville de Novi Sad. C'est la section féminine du KK Vojvodina.

## Palmarès
- Champion de Yougoslavie : 1969 et 1970
  - Vice-champion de Yougoslavie : 1972
  - Finaliste en Championnat de Yougoslavie : 1992
  - Finaliste en Championnat de Serbie-et-Monténégro : 2005 et 2006
- Vainqueur de la Coupe de Yougoslavie : 2001
  - Finaliste de la Coupe de Yougoslavie : 1995 et 1998
  - Finaliste de la Coupe de Serbie-et-Monténégro : 2005 et 2006
  - Finaliste de la Coupe de Serbie : 2007
  - Finaliste de la Adriatic league : 2006

## Entraîneurs successifs
- Dušan Kasum
- Dragomir Bukvić
- Zoran Višić
- Dragan Vuković
- Radojica Nikitović
- Miodrag Baletić
- Nikola Milatović
- Momir Milatović
- Slobodan Lukić
- Milovan Stepandić
- Dejan Kovačević

## Joueuses célèbres ou marquantes
- Marija Veger - Demšar
- Gordana Grubin
- Ljubica Drljača
- Aleksandra Vujović
- Marija Erić
- Suzana Milovanović
- Slobodanka Tuvić
- Ivana Matović
- Milica Beljanski
- Nataša Ivančević
- Neda Đurić
- Dragana Vuković
- Biljana Pavićević
- Stojanka Došić
- Snežana Momirov
- Ana Perović
- Snežana Jovanović
- Tatjana Mitrić
- Andrea Pinter